# آلاله همدانی
آلاله همدانی (نام علمی: Ranunculus pichleri) نام یک گونه از سرده آلاله است. سردهٔ آلاله در ایران ۵۵ گونهٔ علفی یک ساله و چند ساله دارد. آلاله همدانی یکی از ۵۵ گونهٔ موجود در ایران است.